# John Knowles Paine
John Knowles Paine (ur. 9 stycznia 1839 w Portland w stanie Maine, zm. 25 kwietnia 1906 w Cambridge w stanie Massachusetts) – amerykański kompozytor, organista i pedagog.

## Życiorys
Jego ojciec prowadził sklep muzyczny i dyrygował zespołem w Portland. John Paine uczył się gry na organach i fortepianie, harmonii i kontrapunktu u Hermanna Kotzschmara. W latach 1858–1861 studiował w Hochschule für Musik w Berlinie u Wilhelma Friedricha Wieprechta (orkiestracja i kompozycja) oraz Carla Augusta Haupta (organy). W 1861 roku osiadł w Bostonie, gdzie grał jako organista w West Church i prowadził działalność jako pedagog. W 1862 roku został wykładowcą Uniwersytetu Harvarda, grał też jako organista w uniwersyteckiej Appleton Chapel. W latach 1866–1867 koncertował w Europie. W 1873 roku jego staraniem utworzono na Uniwersytecie Harvarda pierwszą w Stanach Zjednoczonych katedrę muzyki, w 1875 roku został jej profesorem. Działał jako organizator życia muzycznego, wykładał gościnnie na wielu uczelniach. Prowadził też działalność koncertową jako solista i członek licznych zespołów. Założył American Guild of Organists. W 1898 roku został członkiem National Institute of Arts and Letters.
Do jego uczniów należeli John Alden Carpenter, Frederick Converse, Arthur Foote, Edward Burlingame Hill, Daniel Gregory Mason, Walter Spalding, Hugo Leichtentritt i Henry Lee Higginson.

## Twórczość
Początkowo tworzył w stylistyce klasycznej, z czasem jego muzyka zyskała na dramatyczności i pogłębieniu wyrazu, dostrzegalny stał się w niej wpływ Schumanna, Mendelssohna i Wagnera. W muzyce organowej wzorował się na twórczości Bacha. Utwory Paine’a odznaczają się rozwiniętą chromatyką, regularną metryką, figuracyjną melodyką i brzmieniem o urozmaiconej kolorystyce. Był pierwszym amerykańskim kompozytorem, który napisał oratorium (St Peter, 1872).
Opublikował pracę The History of Music to the Death of Schubert (wyd. Boston 1907).

## Wybrane kompozycje
(na podstawie materiałów źródłowych)

### Utwory orkiestrowe
- I Symfonia c-moll (1875)
- II Symfonia A-dur „In the Spring” (1880)
- uwertura As You Like It do sztuki Szekspira (1876)
- Duo Concertante na skrzypce, wiolonczelę i orkiestrę (1877)
- poematy symfoniczne The Tempest (ok. 1876), An Island Fantasy (ok. 1888) i Poseidon and Amphitrite (ok. 1903)
- Lincoln: A Tragic Tone Poem (1904–1906, niedokończone)

### Utwory kameralne
- Kwartet smyczkowy D-dur (ok. 1885)
- 2 tria fortepianowe (d-moll i B-dur, ok. 1875)
- Sonata skrzypcowa (1875)
- Romanza and Scherzo na wiolonczelę i fortepian (ok. 1875)
- Larghetto and Scherzo na skrzypce, wiolonczelę i fortepian (ok. 1877)

### Pieśni solowe
- Four Songs (1878)
- Spring (1869)
- The Fountain (1878)
- The Clover Blossoms (1862)
- A Bird upon a Rosy Bough (1884)
- A Farewell (1885)
- Beneath the Starry Arch (1885)

### Utwory wokalno-instrumentalne
- Domine salvum fac na chór męski i orkiestrę (1863)
- Missa in D na solistów, chór, orkiestrę i organy (1865)
- oratorium St Peter na solistów, chór, organy i orkiestrę (1872)
- Centennial Hymn na chór, orkiestrę i organy (1876)
- Columbus March and Hymn na chór, organy i orkiestrę (1892)
- Hymn of the West na chór i orkiestrę (1903)

### Kantaty
- The Realm of Fancy na solistów, chór i orkiestrę (1882)
- Phoebus, Arise! na tenora, chór męski i orkiestrę (1876)
- The Nativity na solistów, chór i orkiestrę (1883)
- Song of Promise na sopran, chór, organy i orkiestrę (1888)

### Utwory sceniczne
- opera komiczna Il pesceballo (1862, muzyka nie zachowała się)
- opera Azara (wyst. Boston 1903)
- muzyka do sztuk Sofoklesa Oedipus tyrannus (wyst. Cambridge 1881) i Arystofanesa The Birds (wyst. Cambridge 1901)